# كاميرون هنري
كاميرون هنري (بالإنجليزية: Cameron Henry)‏ هو سياسي أمريكي، ولد في 1 نوفمبر 1974. حزبياً، نشط في الحزب الجمهوري. وقد انتخب عضو مجلس نواب لويزيانا.

## وصلات خارجية
- الموقع الرسمي